# Lampa neonowa

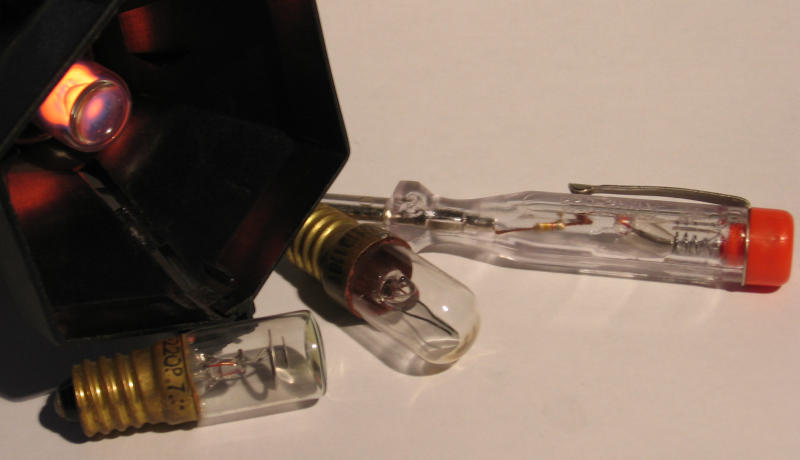
Neonówka świecąca różowo wewnątrz oprawy lampy; obok leżą dwie neonówki: 220/230 V oraz 110 V oraz
Wkrętak do prac elektroinstalacyjnych z neonówką wewnątrz

Neonówka, lampa neonowa (inaczej: jarzeniówka, lampa jarzeniowa) – wynaleziona w 1910 przez Francuza Georges’a Claude’a, prosta lampa wyładowcza w postaci dwóch elektrod umieszczonych wewnątrz szklanej bańki wypełnionej gazem szlachetnym (zazwyczaj neonem lub mieszaniną gazów), świecąca dzięki wyładowaniu jarzeniowemu.

## Zasada działania
Gdy do elektrod neonówki przyłożone zostanie napięcie, wówczas jony obecne zawsze w gazie (m.in. dzięki promieniotwórczości naturalnej) są przyspieszane w powstałym polu elektrycznym. Jeżeli średnia droga swobodna jest dostatecznie duża, jony mogą uzyskać dostatecznie dużą energię do jonizacji kolejnych atomów, które znów są przyspieszane. Powstająca w ten sposób lawina jonów (prąd elektryczny) powoduje efekt świetlny. Każda lampa neonowa ma ściśle określone napięcie zapłonu, dla którego lampa zaczyna świecić. Długość drogi swobodnej zależy od składu i ciśnienia gazu w bańce. Od powierzchni, kształtu i odległości elektrod zależy natomiast natężenie pola elektrycznego w lampie. Dlatego wszystkie te czynniki mają wpływ na wartość napięcia zapłonu, które mogą wahać się od około 60 V do kilku kilowoltów. Przekroczenie tego napięcia powoduje świecenie jonów gazu wokół tej z elektrod, która ma potencjał ujemny (katody), natomiast gaz wokół anody pozostaje ciemny. Przyłożenie do neonówki napięcia przemiennego powoduje cykliczne zamienianie się rolami anody i katody i w efekcie rozbłyskanie gazu na przemian wokół obu elektrod. Od składu mieszaniny gazów zależy także kolor światła – zazwyczaj jest on pomarańczowo-różowy.
Po zapłonie gazu w neonówce natężenie prądu elektrycznego wzrasta, ale w typowych neonówkach nie przekracza maksymalnie kilku miliamperów. Jeśli w obwodzie neonówki jest włączony szeregowy rezystor to napięcie na elektrodach lampy stabilizuje się na poziomie poniżej napięcia zapłonu. Przy obniżaniu napięcia prąd płynie przez neonówkę tylko do pewnego napięcia granicznego, zwanego napięciem gaśnięcia.

## Zastosowanie

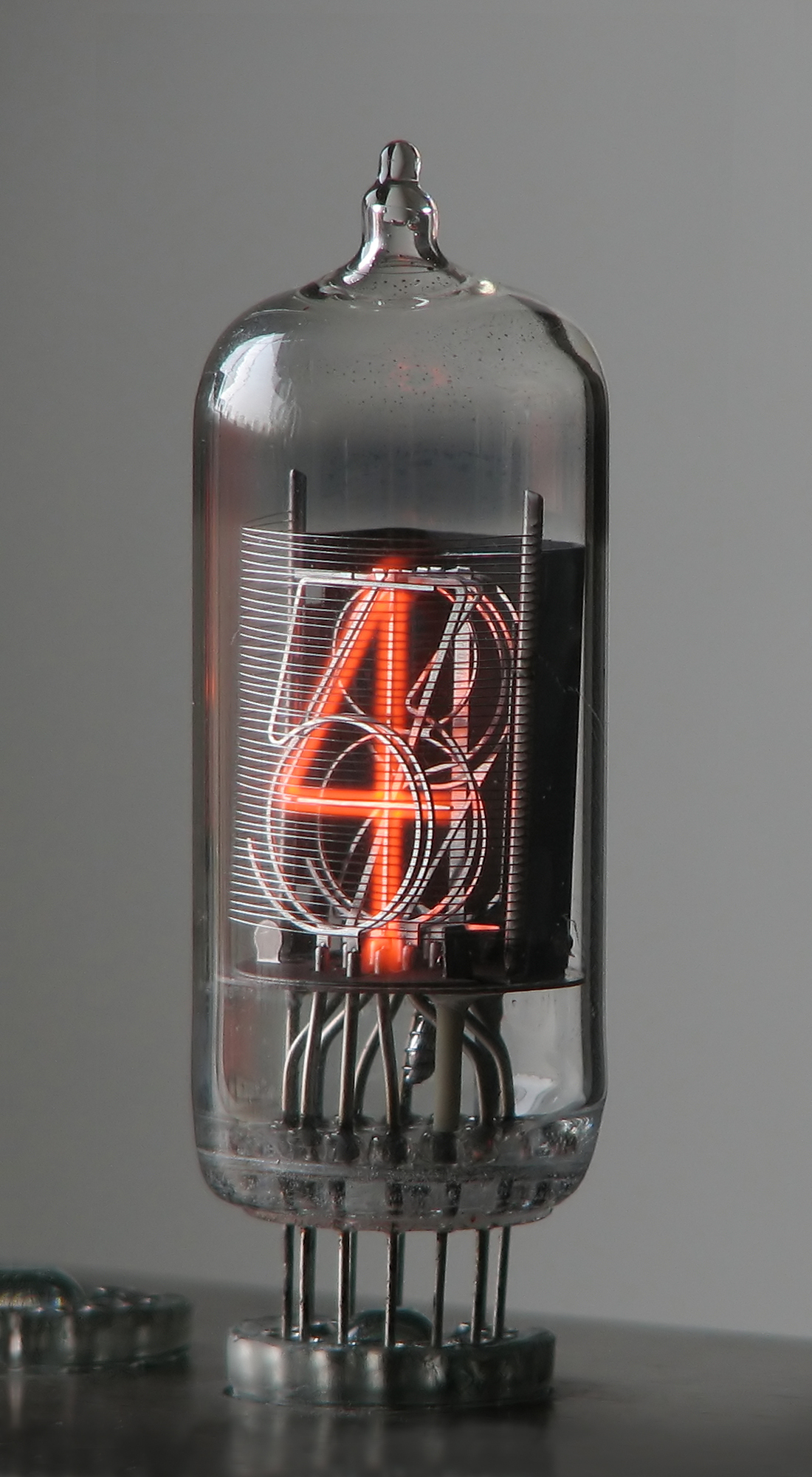
Neonowy wyświetlacz cyfrowy typu nixie

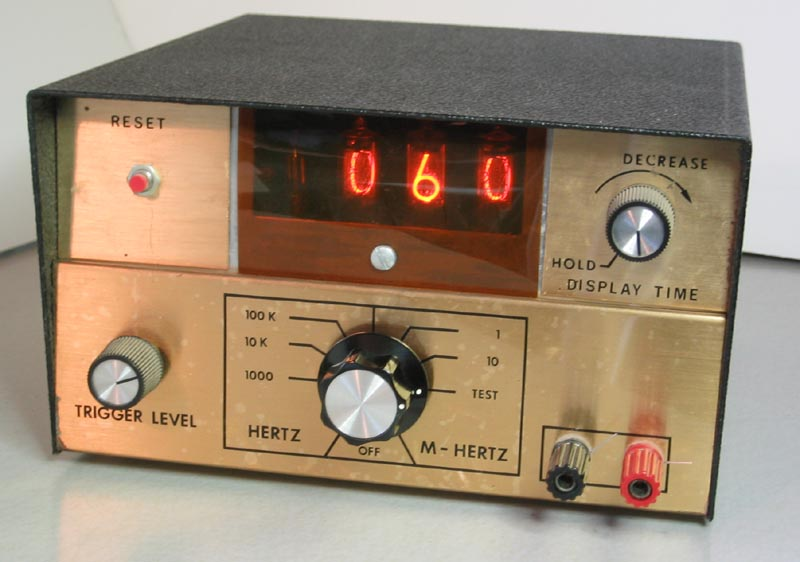
Miernik częstotliwości ze wskaźnikiem z lamp nixie

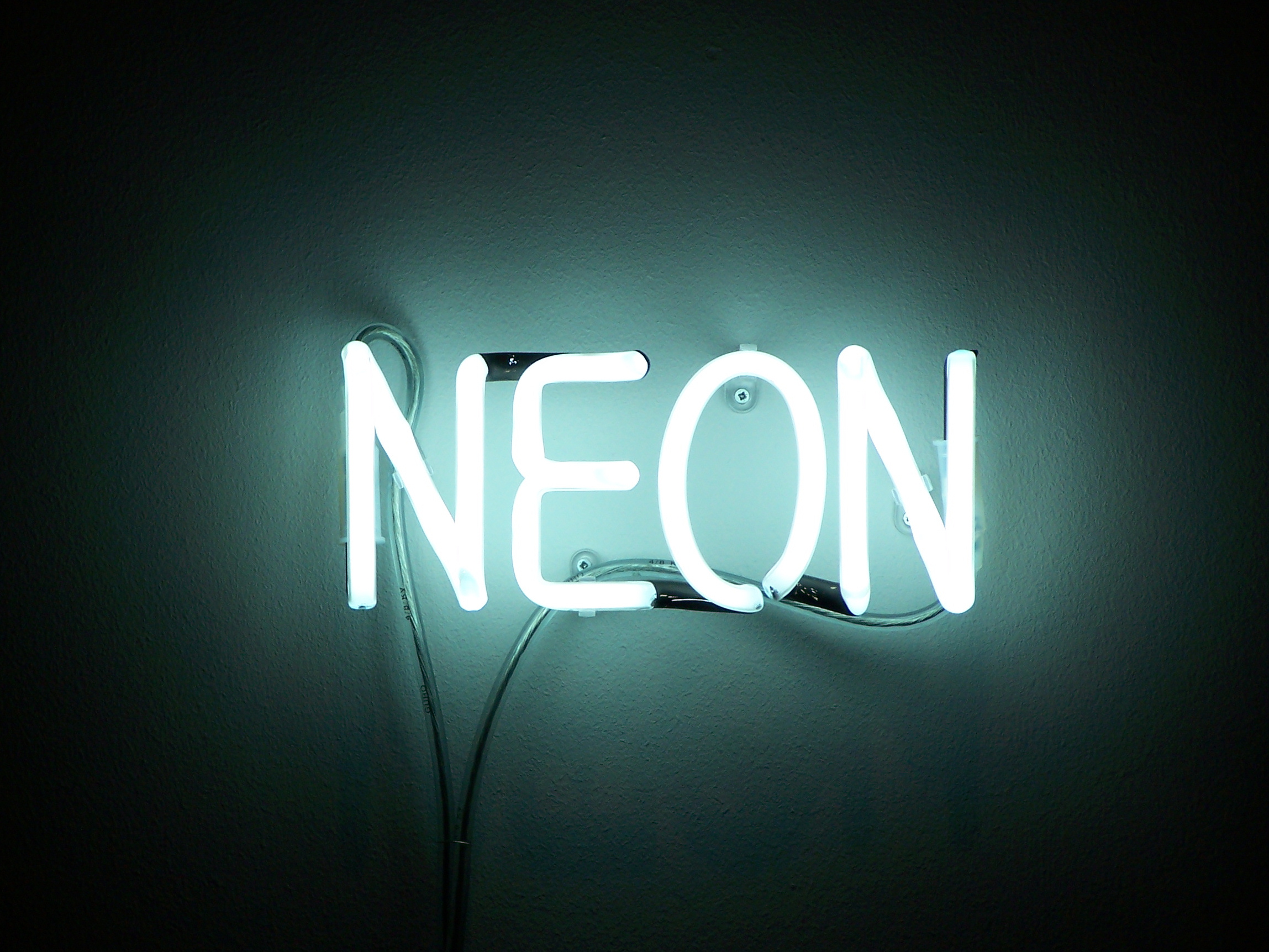
Neon

Lampy tego rodzaju wykorzystywane są m.in. jako sygnalizatory obecności napięcia sieci energetycznej – zarówno jako klasyczne lampki sygnalizacyjne wkręcane w oprawki, jak i w próbnikach napięcia (tzw. „próbówkach”), np. w postaci wkrętaka, którego grot poprzez kilkumegaomowy opornik i miniaturową neonówkę połączony jest ze skuwką, której dotknięcie palcem przez człowieka powoduje uziemienie jednej z elektrod neonówki. Dotknięcie grotem punktu, który jest pod napięciem względem ziemi, powoduje zaświecenie się neonówki wewnątrz próbnika. Obwód zamykany jest przez ciało człowieka i opornik, ale wobec jego wysokiej rezystancji przepływ prądu jest nieodczuwalny (poniżej 30 μA) i nie zagraża zdrowiu. Wobec faktu, że gaz świeci tylko wokół katody można tą metodą zbadać polaryzację napięcia stałego lub stwierdzić obecność napięcia przemiennego.
Innym specjalnym typem neonówki są lampy cyfrowe zwane też digitronami lub – od nazwy handlowej jej pierwszego producenta – lampami NIXIE. Wyróżniają się specjalną budową, na którą składa się z najczęściej dziesięciu katod oraz pojedynczej anody. Przyłożenie napięcia między anodą a wybraną katodą powoduje jarzenie gazu wokół tej katody, dopasowujące się do jej kształtu. Wytwarzano lampy z różnymi kształtami katod. Najpopularniejsze zawierały cyfry (ang. digits) od 0 do 9 (stąd nazwa digitron), ale istniały też takie, które zawierały inne zestawy symboli, np. znaki plus i minus, symbol prądu przemiennego czy symbole jednostek wielkości elektrycznych. Lampy te były produkowane od lat 50. do 90. XX w., obecnie wyparły je tańsze i bardziej niezawodne wyświetlacze półprzewodnikowe i ciekłokrystaliczne. Ich nietypowy wygląd sprawia jednak, że wciąż są używane przez hobbystów w amatorskich konstrukcjach np. jako wyświetlacze zegarów i termometrów.
Neonówki bywają również stosowane jako oszczędne źródła światła, przydatne np. w nocy: neonówka zainstalowana i lekko świecąca w pobliżu włącznika (w jego obudowie) oświetlenia głównego ułatwia trafienie do tego wyłącznika w całkowitych ciemnościach.
Neonówki podłączone do źródła napięcia przemiennego mogą służyć jako lampa stroboskopowa. Podłączone do sieci prądu przemiennego 50 Hz umożliwiają oszacowanie prędkości obracających się przedmiotów (metodę tę stosowano do regulacji prędkości obrotowej talerza klasycznego gramofonu na winylowe – „czarne” – płyty). Metodę stroboskopową z neonówką stosuje się też w benzynowych silnikach spalinowych podczas regulacji „kąta zapłonu” (momentu zapłonu iskry na świecy względem obracającego się wału korbowego).
Jeszcze inne zastosowanie lamp tego rodzaju przewidziano w obwodach zabezpieczającym przed przepięciami (np. przed pojawieniem się bardzo wysokich napięć pochodzących od wyładowań atmosferycznych). Zadaniem neonówek w tym przypadku było przejęcie na siebie większości prądu w takim obwodzie i zabezpieczenie pozostałych obwodów przed zniszczeniem. Istnieją również lampy tego rodzaju stosowane do stabilizacji napięcia – tzw. stabilitrony.
Lampy wyładowcze z gazami szlachetnymi w środku zbudowane w postaci szklanej cienkiej rurki, której kształt można prawie dowolnie uformować nazywane są po prostu neonami i służą do budowania świecących reklam wizualnych. Dobór odpowiedniego gazu wyznacza kolor świecenia, natomiast przy odpowiednio wysokim napięciu i ukształtowaniu elektrod uzyskuje się równomierną poświatę na całej długości rury. Kiedy elektron uderzy w atom gazu, ten emituje światło, którego kolor zależy od użytego gazu (argon – zielony, neon – czerwony lub pomarańczowy, hel – żółty), dodaje się także inne pierwiastki (np. rtęć i hel – niebieski). Białe światło powstaje w świetlówkach wypełnionych parami rtęci. Podczas przepływu prądu zachodzi zjawisko fluorescencji (atomy pobierają energię i oddają ją w postaci światła), pary rtęci wydzielają światło ultrafioletowe, które trafia na warstwę luminoforu pokrywającego rurkę od wewnątrz, powodując świecenie światłem widzialnym.